# Тан Шу-Юй
Цзиньский Тан Шу-юй (Танский Шу-юй; 晉唐叔虞 или 唐叔虞) — родоначальник дома Цзинь, по имени Цзи Юй (姬虞). Имя, данное при рождении — Шу (叔), второе имя — Цзы-юй (子於). Родился в Западном Чжоу. Сын чжоуского У-вана, младший брат Чэн-вана.
После смерти У-вана, на престол вступил Чэн-ван, во время царствования которого в княжестве Тан возникли беспорядки. После подавления мятежа, Шу-юю были пожалованы земли Тан. Сын Шу-юя — Хоу-се, наследовавший Тан после смерти отца, переименовал его в Цзинь.